# Vahrenwalder Park

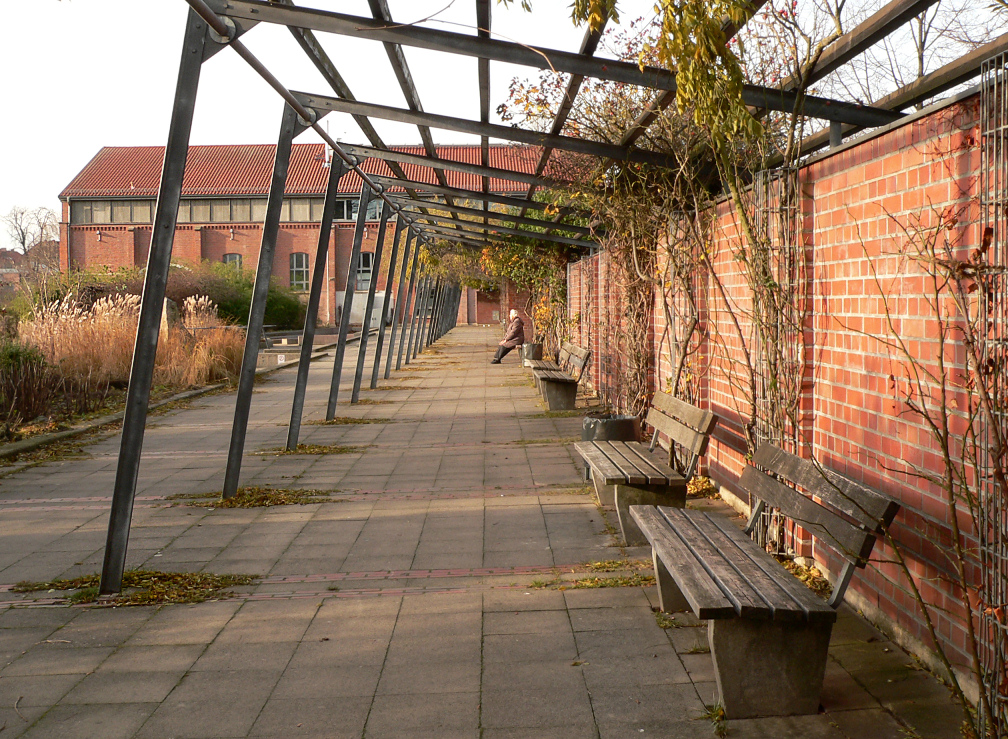
Arkaden mit nach Süden ausgerichteten Sitzbänken

Der Vahrenwalder Park in Hannover, auch Stadtteilpark Vahrenwald genannt, ist ein etwa 2,5 Hektar großer Park, der neben Spielplätzen an den Rändern einer großen Wiese beispielsweise eine als Naturdenkmal geschützte Eiche bietet.

## Beschreibung

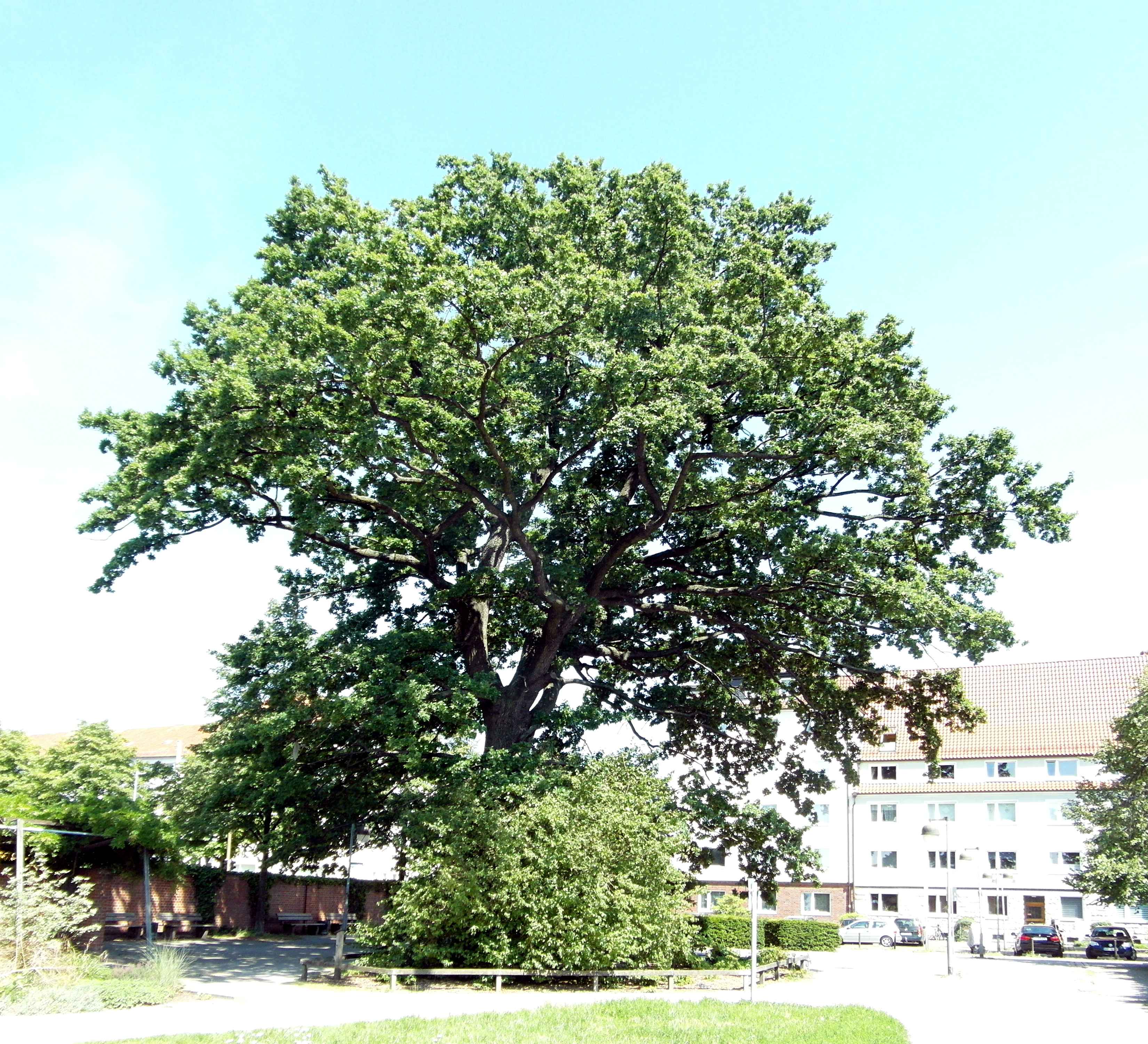
Die Eiche im Vahrenwalder Park als Naturdenkmal geschützte Eiche an der Dragonerstraße Ecke Isernhagener Straße

Die Parkanlage dient vor allem den Anwohnern der dichtbesiedelten Wohngebiete in Vahrenwald und Hainholz als zentral gelegenes öffentliches Grün- und Freizeitgelände. Der Park wird durch das angrenzende Vahrenwalder Bad und das Freizeitheim Vahrenwald von der vielbefahrenen Vahrenwalder Straße abgeschirmt.
Der Park wurde nach einem Architektenwettbewerb in den 1980er Jahren auf der Fläche eines ehemaligen Gewerbegebietes angelegt, das zuvor als Kasernengelände genutzt worden war. Davon zeugen die beiden Gebäude des ehemaligen Pferdestalls und der ehemaligen Reitstallhalle, die ursprünglich für das im Jahr 1866 hier angesiedelte Königliche Militär-Reitinstitut errichtet worden waren.